# Зигокарпум синецветный
Зигока́рпум синецве́тный (лат. Zygocárpum caeruléum) — растение; вид рода Зигокарпум семейства Бобовые. Эндемик острова Сокотра (Йемен).

## Распространение и среда обитания
Растение встречается в субтропических и тропических сухих полулистопадных лесах и сухих кустарниковых зарослях, в основном на известняковом плато, а также на граните в горах Хаггехер (англ. Haggeher) на острове Сокотра на высоте 200—800 м над уровнем моря.

## Ботаническое описание
Обычно это стройное дерево или кустарник, но может быть стелющимся по земле в ветреных местах на известняковом плато.
Растение легко узнать по цветкам фиолетово-синего цвета. Даже при отсутствии цветков растение легко распознаётся по характерной пурпурно-чёрной линии вдоль жилки на нижней поверхности листьев.